# Pàvel Muslimov
Pàvel Muslimov   (Ufà, 15 de juny de 1967) és un biatleta rus, ja retirat, que va competir durant la dècada de 1990.
El 1998 va prendre part en els Jocs Olímpics d'Hivern de Nagano, on disputà dues proves del programa de biatló. Guanyà la medalla de bronze en la prova del relleu 4x7,5 quilòmetres, formant equip amb Vladimir Dratchev, Serguei Tarasov i Viktor Maigourov, mentre en els 20 quilòmetres fou dissetè.
En el seu palmarès també destaquen una medalla de plata i una de bronze en els quatre Campionats del món de biatló que disputà. A la Copa del món de biatló guanyà i una cursa individual i tres per relleus.